# Babel Rudbeck
Axel Thure-Gabriel (Babel) Reinholdsson Rudbeck, född 22 juni 1906 på Edsberg, Sollentuna socken, Stockholms län, död 5 februari 1987 i Stockholm, var en svensk friherre, inredningsarkitekt och målare.
Han var son till överstekammarherren Reinhold Rudbeck och Dagmar Emilia Odelberg. Rudbeck studerade vid Berggrens målarskola 1928 samt för Olle Hjortzberg och Albert Engström i Stockholm. Han bedrev studier i Spanien och Portugal 1933–1937 och för Othon Friesz vid Académie de la Grande Chaumière 1937–1939 samt under studieresor till Italien, USA och Orienten. Han ställde ut separat på bland annat Galerie Barreiro i Paris 1939, i Luzern 1950 och i Bryssel 1951. Hans konst består av fantasistilleben, blomsterstilleben, porträtt och landskapsmålningar med motiv från Härjedalen och platser han besökt under sina resor. Bland hans porträtt märks en stor komposition med 12 förfäder från Johannes Rudbeckius till sig själv sittande kring ett bord. Rudbeck finns representerad vid Nationalmuseum i Stockholm.